# حزب حركة إندونيسيا العظيمة
حزب حركة إندونيسيا العظيمة (بالإندونيسية: Partai Gerakan Indonesia Raya)‏ أو حزب جيريندرا هو حزب سياسي إندونيسي تأسس 2008، ويتبنى أيدولوجية بانكسيلا اندونيسيا.

## قادة الحزب
- برابووو سوبيانتو، رئيس مجلس المشرفين
- أ. د. م. سوهاردي، رئيس عام
- فضلي زون، وكيل قسم السياسة والقانون والأمن
- د. سومارجاتي أرجوسو، وكيل قسم رفاهية الشعب
- إيدي برابووو، وكيل قسم المالية وبناء الوطن
- موربهي هوتاجالونج، وكيل قسم الاقتصاد
- ويجونو هارجانتو، وكيل قسم المنظمة والكوادر والأعضاء
- أحمد موزاني، أمين عام
- مولياتنا جيواندونو، أمين صندوق

## بيان رسمي للحزب
- الوطنية
- الشعبية
- الدينية
- العدالة الاجتماعية

## برامج الحزب 2014-2019[2]
- بناء الاقتصاد قويا وذات سيادة، عادلة ومزدهرة.
- تنفيذ نظام الاقتصادي الاجتماعي.
- تطوير المواد الغذائية والطاقة السيادة وموارد المياه الآمنة.
- تحسين نوعية التنمية البشرية في إندونيسيا خلال برامج التعليم والصحة والاجتماعية والثقافية والرياضية.
- بناء البنية التحتية والحفاظ على الطبيعة والبيئة.
- بناء حكومة خالية من الفساد، قوية، حازمة وفعالة.